# Insomnia (песня Megadeth)
Insomnia (с англ. — «Бессонница») — песня американской хэви-метал-группы Megadeth с восьмого студийного альбома Risk 1999 года. Композиция вышла в виде сингла и добралась до 26-й строчки в хит-параде Billboard Mainstream Rock Tracks.

## Музыкальное видео
Клип на песню был снят в конце 1999 года режиссёром Леном Вайсманом. На видео не присутствует ни один из участников Megadeth. В течение всего клипа кошка пытается поймать мышь (эта ситуация отображена на альтернативной обложке к альбому).

## Список композиций
1. «Insomnia» (радиоверсия)
2. «Insomnia» (альбомная версия)

## Чарты
| Чарт (1999)                               | Пиковая позиция |
| ----------------------------------------- | --------------- |
| Австрия (Ö3 Austria)                      | 34              |
| Canadian Albums Chart                     | 14              |
| Нидерланды (Album Top 100)                | 39              |
| Финляндия (Suomen virallinen lista)       | 8               |
| Франция (SNEP)                            | 37              |
| German Albums Albums (Offizielle Top 100) | 38              |
| Новая Зеландия (RMNZ)                     | 27              |
| Норвегия (VG-lista)                       | 31              |
| Шотландия (Scottish Albums Chart)         | 34              |
| Швеция (Sverigetopplistan)                | 17              |
| Великобритания (UK Albums Chart)          | 29              |
| US Billboard 200                          | 16              |

| Чарт (1999)                         | Сингл       | Пиковая позиция |
| ----------------------------------- | ----------- | --------------- |
| US Billboard Mainstream Rock Tracks | «Crush 'Em» | 6               |
| US Billboard Mainstream Rock Tracks | «Breadline» | 6               |
| US Billboard Mainstream Rock Tracks | «Insomnia»  | 26              |

## Участники записи
- Дэйв Мастейн — соло-гитара, вокал
- Марти Фридмен — ритм-гитара
- Дэвид Эллефсон — бас-гитара, бэк-вокал
- Джимми Деграссо — барабаны